# Marianne Hofmann
Marianne Hofmann (* 8. September 1938 in Rohr, Niederbayern; † 20. April 2012 in München) war eine deutsche Schriftstellerin.

## Leben
Marianne Hofmann wuchs in ihrem Heimatort Rohr auf. Sie studierte Religions- und Sozialpädagogik in München und war ebendort im Schul- und Sozialbereich tätig. Später hielt sie sich längere Zeit in Berlin und Liverpool auf, wo sie mit dem literarischen Schreiben begann. Seit 1985 war sie wieder in München ansässig.
Marianne Hofmann war Verfasserin von erzählender Prosa und Gedichten, die ab 1992 in diversen Zeitschriften und Zeitungen erschienen. Sie war Mitglied der GEDOK München. 1997 erhielt sie den Puchheimer Leserpreis.

## Werke
- Es glühen die Menschen, die Pferde, das Heu. Roman, Frankfurt am Main [u. a.] 1997
- Der Klang des Wassers, Lichtung Verlag, Viechtach 2007
- Ein rotes Kleid, Lichtung Verlag, Viechtach 2009
- Die kleine Birke. Eine Jahreszeitengeschichte. Kinderbuch, München 2011
- Sommergras gebogen, Lichtung Verlag, München 2013